# ليزلي آي. كاري
ليزلي آي. كاري (بالإنجليزية: Leslie I. Carey)‏ هو مهندس الصوت أمريكي، ولد في 3 أغسطس 1895 في كونيتيكت في الولايات المتحدة، وتوفي في 17 يونيو 1984 في لوس أنجلوس في الولايات المتحدة.

## وصلات خارجية
- ليزلي آي. كاري على موقع IMDb (الإنجليزية)
- ليزلي آي. كاري على موقع قاعدة بيانات الفيلم (الإنجليزية)